# Pentachlorbenzen
Pentachlorbenzen je chlorovaný aromatický uhlovodík, který se používal jako pesticid a zpomalovač hoření.

## Chemické vlastnosti
Za běžných podmínek je pentachlorbenzen bílá nebo bezbarvá krystalická látka, rozpustná jen minimálně ve vodě (0,83 mg/l). Dobře se rozpouští v benzenu nebo chloroformu. Teplota tání pentachlorbenzenu činí 86 °C a teplota varu je 277 °C.

## Použití a úniky do prostředí
Používal se hlavně jako pesticid (fungicid) a jako zpomalovač hoření. Užíval se jako surovina pro výrobu dalšího pesticidu pentachlornitrobenzenu. V zemích EU se nyní pentachlorbenzen nevyrábí a jeho použití bylo v řadě zemí zakázáno.
Pentachlorbenzen se do prostředí dostává výhradně vlivem lidské činnosti, např. z papíren, chemiček (výroba trichlorethylenu), železáren, ropných rafinerií, skládek odpadů, čistíren odpadních vod, spaloven odpadů. Vzniká také jako produkt degradace jiných aromatických chlorovaných uhlovodíků jako jsou hexachlorbenzen nebo lindan.

## Ekologická rizika
Za přístupu vzduchu pentachlorbenzen podléhá biodegradaci - v povrchových vodách fotodegradaci (působením slunečního záření), ve vzduchu se rozkládá reakcí s hydroxylovým radikálem. Ale tento proces je poměrně pomalý, takže může být prouděním přenášen na dlouhé vzdálenosti. Bez přístupu vzduchu (např. v sedimentech, hlubších vrstvách půdy) je pentachlorbenzen perzistentní a může se zde proto kumulovat.
Pentachlorbenzen je toxický, pro vodní organismy dokonce vysoce toxický (LC50 pro ryby je rovna 250 µg/l). Má schopnost biokumulace - hromadí se v tukových tkáních zvláště ve vyšších článcích potravního řetězce (dravci, všežravci).

## Zdravotní rizika
Pentachlorbenzen vstupuje do těla kontaminovaným vzduchem, potravou nebo vodou. Poškozuje centrální nervový systém, játra a ledviny, předpokládá se jeho reprodukční toxicita. Jeho nebezpečnost zvyšuje schopnost bioakumulace.

## Regulace
V květnu 2009 bylo v Ženevě na 4. konferenci smluvních stran Stockholmské úmluvy rozhodnuto o zařazení pentachlorbenzenu na černou listinu úmluvy o perzistentních organických látkách.